# 베니강티티
베니강티티(Callicebus modestus) 또는 수사티티는 신세계원숭이에 속하는 티티원숭이의 일종이다. 볼리비아의 고유종이다.